# San Felipe los Alzati
San Felipe los Alzati es una localidad del estado mexicano de Michoacán. Es parte del municipio de Zitácuaro.

## Toponimia
El nombre «San Felipe» hace referencia al santo patrono de la localidad: Felipe el Apóstol. El nombre «Alzati» rinde homenaje a los hermanos José, María, Marcos y Darío Alzati, partícipes de la Segunda intervención francesa en México en favor del bando republicano.

## Demografía
| Gráfica de evolución demográfica |
|                                  |

| Censo | Población |
| ----- | --------- |
| 1900  | 1585      |
| 1910  | 1924      |
| 1921  | 601       |
| 1930  | 980       |
| 1940  | 744       |
| 1950  | 660       |
| 1960  | 818       |
| 1970  | 982       |
| 1980  | 609       |
| 1990  | 1249      |
| 2000  | 1889      |
| 2010  | 2747      |
| 2020  | 2375      |